# ستيف غرين (كرة سلة)
ستيف غرين (بالإنجليزية: Steve Green)‏ مواليد 4 أكتوبر 1953 في ماديسون، هو لاعب كرة سلة أمريكي معتزل. بدأ مسيرته الاحترافية في سنة 1975. تم اختياره من قبل فريق شيكاغو بولز خلال الدرافت. يبلغ طوله 6 قدم 7 بوصة (2.0 م). اعتزل اللعب في 1980.

## روابط خارجية
- ستيف غرين على موقع إن بي أي (الإنجليزية)
- ستيف غرين على موقع سبورتس رفرنس (الإنجليزية)
- ستيف غرين على موقع كلية كرة السلة في سبورتس رفرنس.كوم (الإنجليزية)
- ستيف غرين على موقع ريلجم (الإنجليزية)
- ستيف غرين على موقع بروبوليرز (الإنجليزية)